# Diana Sofía Galán
Diana Sofía Galán es el nombre artístico utilizado desde 1994 por el bailarín y drag queen boliviano Marco Elías Salguero Vilte (Catavi, Potosí), fundador del colectivo LGBT Familia Galán.
Se la considera la creadora de la llamada "estética Galán", que influyó en la representación de la feminidad en otros grupos drag queen bolivianos. También se le atribuye la institucionalización del arte del travestismo en La Paz.
Vive en España desde 2004. Se casó con el español Fernando en 2008.

## Biografía
Bailarín del Ballet Oficial de Bolivia en La Paz, conoció a Sebastián Nanni en 1993, quien lo introdujo al mundo del transformismo. Nanni, quien se presentaba como transformista en un club nocturno de La Paz, lo invitó a ver el espectáculo, pues creía que Marco tenía la aptitud para ejercer su profesión como carrera. Solo después de las presentaciones, Marco descubrió que una rubia despampanante que se había presentado como Sintya Scoch era, de hecho, el mismísimo Sebastián Nanni. Como relata Marco:

Me caí del asombro y de la admiración, ahí me cautivó el transformismo, llegué a comprender que no era un juego y yo quería algo igual para mí.

Para entrar en el mundo artístico, Nanni le aconsejó que eligiera un nombre femenino fuerte y cautivador, que "fuera tan importante como el nombre que te dieron tus padres". El nombre elegido, Diana Sofía Galán, deriva de Diana, princesa de Gales y defensora de los menos afortunados; Sofía, reina de España, por su gracia, y el apellido Galán, porque, según la artista, "un hombre que no es galán es uno más del montón, así que la galantería y caballerosidad completarían mi nombre". La primera actuación de Diana Sofía Galán tuvo lugar en 1994, en un bar gay de La Paz, "Brasil".
El 3 de junio de 1995, durante la inauguración de la discoteca gay "Cherrys" de La Paz, la policía hice una redada, donde 120 personas fueron detenidas, humilladas y maltratadas, "bajo el pretexto de un control antidroga". Entonces, se decidió que la comunidad necesitaba defender sus derechos, lo que resultó en la creación de la organización activista Libertad, donde Diana Sofía Galán se convirtió en una de sus principales líderes.
Además de su defensa de los derechos LGBT, Diana Sofía Galán también participó en eventos benéficos, como una colecta de juguetes en un orfanato el día de Navidad de 1997. Allí conoció a Eddy (o Edda Sabrina), con quien se haría muy amiga. Más tarde, conoció a Mario (Leonela Sanatini), y Eddy le presentó a París. Jolie completó el grupo.
En 1997, el grupo comenzó a llamarse y actuar como "Las Galán", apellido adoptado por sus amigos como muestra de cariño hacia Diana Sofía. Como recuerda la artista:

La gente nos empezó a llamar 'las Galán'. Fue la gente de la comunidad gay que nos dio ese nombre y empezamos a ser conocidas de esa forma.

El 2 de diciembre de 2001 participó en la primera gran aparición pública de la Familia Galán, fuera de la comunidad gay de La Paz, en el Festival de Ciudadanía Sexual «Placer en la Plaza», organizado por CISTAC (Centro de Investigación Social, Tecnología Apropiada y Capacitación) y el colectivo activista MASQUE V. El evento celebró el 53 aniversario de la Declaración Universal de los Derechos Humanos.

## Premios
Diana Sofía ganó Miss Transformista La Paz, Miss Transformista Bolivia en 1996, y en los años siguientes vio a otras "familiares" ganar ambos concursos.